# Ciîjivka, Ripkî
Ciîjivka (în ucraineană Чижівка) este un sat în comuna Hornostaiivka din raionul Ripkî, regiunea Cernihiv, Ucraina.

## Demografie
Componența lingvistică a localității Ciîjivka
     Ucraineană (85,07%)
     Rusă (14,93%)
Conform recensământului din 2001, majoritatea populației localității Ciîjivka era vorbitoare de ucraineană (85,07%), existând în minoritate și vorbitori de rusă (14,93%).